# 特赫达
特赫达（西班牙語：Tejeda），是西班牙加那利群岛拉斯帕尔马斯省的一个市镇，位于大加那利岛的中西部。总面积103平方公里，总人口1921人（2018年），人口密度19人/平方公里。